# Kateryna Zoebkova
Kateryna Michailivna Zoebkova (Oekraïens: Катерина Михайлівна Зубкова) (Charkov (Oblast Charkov), 14 juli 1988) is een Oekraïense zwemster. Zij vertegenwoordigde haar vaderland op de Olympische Zomerspelen 2004 in Athene, Griekenland en de Olympische Zomerspelen 2008 in Peking, China.

## Zwemcarrière
Bij haar internationale debuut, op de EK zwemmen 2004 in Madrid, Spanje, strandde Zoebkova in de halve finales van de 50, 100 en 200 meter rugslag en in de series van de 50 meter vlinderslag. Tijdens de Olympische Zomerspelen van 2004 in Athene, Griekenland werd de Oekraïense uitgeschakeld in de series van de 100 meter vlinderslag. Samen met Svetlana Bondarenko, Jana Klotsjkova en Olga Mukomol strandde ze in de series van de 4x100 meter wisselslag. In de Oostenrijkse hoofdstad Wenen nam Zoebkova deel aan de EK kortebaan 2004, op dit toernooi veroverde ze de Europese titel op de 100 meter rugslag en de zilveren medaille op de 50 meter rugslag. Op de 200 meter rugslag en de 50 meter vlinderslag werd ze in de uitgeschakeld in de series. Op de Wereldkampioenschappen zwemmen 2005 in Montreal, Canada strandde de Oekraïense in de halve finales van de 100 meter rugslag en in de series van de 50 en de 200 meter rugslag. Op de EK kortebaan 2005 in Triëst, Italië eindigde Zoebkova als vierde op de 100 meter rugslag, als vijfde op de 200 meter rugslag en als zesde op de 50 meter rugslag. Samen met Ganna Dzerkal', Ljoebov Korol' en Irina Amsjennikova eindigde ze als zesde op de 4x50 meter wisselslag. In Shanghai, China nam de Oekraïense deel aan de WK kortebaan 2006, op dit toernooi strandde ze in de halve finales van de 50 en de 100 meter rugslag en in de series van de 200 meter rugslag. Tijdens de Europese kampioenschappen zwemmen 2006 in Boedapest, Hongarije werd Zoebkova uitgeschakeld in de halve finales van de 100 en de 200 meter rugslag en in de series van de 50 meter rugslag. Op de EK kortebaan 2006 in Helsinki, Finland eindigde de Oekraïense als vijfde op de 50 en de 200 meter rugslag en als zesde op de 100 meter rugslag, op de 100 meter wisselslag strandde ze in de halve finales.

### 2007-heden
Op de Wereldkampioenschappen zwemmen 2007 in Melbourne, Australië werd Zoebkova uitgeschakeld in de halve finales van de 100 meter rugslag en in de series van de 50 en de 200 meter rugslag. In Manchester, Groot-Brittannië nam de Oekraïense deel aan de WK kortebaan 2008, op dit toernooi sleepte ze de zilveren medaille in de wacht op de 100 meter rugslag en de bronzen medaille op de 50 meter rugslag en eindigde ze als achtste op de 200 meter rugslag. Tijdens de Olympische Zomerspelen van 2008 in Peking, China strandde Zoebkova in de series van de 100 meter vlinderslag en de 100 en de 200 meter rugslag. Samen met Irina Amsjennikova, Joelia Pidlisna en Daria Stepanyuk werd ze uitgeschakeld in de series van de 4x100 meter wisselslag. Op de EK kortebaan 2008 in Rijeka, Kroatië veroverde de Oekraïense de zilveren medaille op zowel de 50 als de 100 meter rugslag, op de 200 meter rugslag eindigde ze als zevende. Op de 4x50 meter wisselslag eindigde ze samen met Ganna Dzerkal', Ljoebov Korol' en Oksana Serikova als zesde.